# Guberevac, Sopot
Guberevac (izvirno srbsko Губеревац) je naselje v Srbiji, ki upravno spada pod Mestno občino Sopot; slednja pa je del Mesta Beograd.

## Demografija
V naselju živi 530 polnoletnih prebivalcev, pri čemer je njihova povprečna starost 46,1 let (45,4 pri moških in 46,8 pri ženskah). Naselje ima 227 gospodinjstev, pri čemer je povprečno število članov na gospodinjstvo 2,85.
To naselje je v glavnem srbsko (glede na popis iz leta 2002), a v času zadnjih treh popisov je opazno zmanjšanje števila prebivalcev.
|  |

| Demografija | Demografija     | Demografija     |
| Leto        | Št. prebivalcev | Št. prebivalcev |
| ----------- | --------------- | --------------- |
|             |                 |                 |
|             |                 |                 |
|             |                 |                 |
|             |                 |                 |
| 1948        | 1448            |                 |
| 1953        | 1439            |                 |
| 1961        | 1269            |                 |
| 1971        | 1055            |                 |
| 1981        | 918             |                 |
| 1991        | 755             | 724             |
| 2002        | 694             | 646             |
|             |                 |                 |

| Etnična sestava po popisu iz leta 2002 | Etnična sestava po popisu iz leta 2002 | Etnična sestava po popisu iz leta 2002 | Etnična sestava po popisu iz leta 2002 | Etnična sestava po popisu iz leta 2002 |
| -------------------------------------- | -------------------------------------- | -------------------------------------- | -------------------------------------- | -------------------------------------- |
| Srbi                                   | Srbi                                   |                                        | 635                                    | 98,29%                                 |
| Ukrajinci                              | Ukrajinci                              |                                        | 1                                      | 0,15%                                  |
| Jugoslovani                            | Jugoslovani                            |                                        | 1                                      | 0,15%                                  |
| Neznano                                | Neznano                                |                                        | 8                                      | 1,23%                                  |